# Primera División Femenina de España 2025-26
La temporada 2025-26 de la Primera División Femenina de España, también denominada Liga F, será la 38.ª edición de la Primera División Femenina de España de fútbol. El torneo será organizado por la Liga Profesional Femenina de Fútbol (LPFF). La competición iniciará el 30/31 de agosto de 2025 y finalizará el 30/31 de mayo de 2026.
El campeón defensor es el F. C. Barcelona.

## Sistema de competición
Como en temporadas anteriores, consta de un grupo único integrado por 16 equipos clubes de toda la geografía española. Siguiendo un sistema de liga, los clubes se enfrentan todos contra todos en dos ocasiones, una en campo propio y otra en campo contrario, sumando un total de 30 jornadas. El orden de los encuentros se decidió por sorteo antes de empezar la competición.
La clasificación final se establece teniendo en cuenta los puntos obtenidos en cada enfrentamiento, a razón de tres por partido ganado, uno por empate y ninguno en caso de derrota. Si al finalizar el campeonato dos equipos acaban iguales a puntos, los mecanismos para desempatar la clasificación, en orden de aplicación, son los siguientes:
Si el empate a puntos se produce entre dos clubes:
- El que tiene una mayor diferencia entre goles a favor y en contra en los enfrentamientos entre ambos.
- Si persiste el empate, se tiene en cuenta la diferencia de goles a favor y en contra en todos los encuentros del campeonato.

Si el empate a puntos se produce entre tres o más clubes, los sucesivos mecanismos de desempate son los siguientes:
- La mejor puntuación que a cada uno corresponde a tenor de los resultados de los partidos jugados entre sí por los clubes implicados.
- La mayor diferencia de goles a favor y en contra, considerando únicamente los partidos jugados entre sí por los clubes implicados.
- La mayor diferencia de goles a favor y en contra teniendo en cuenta todos los encuentros del campeonato.
- El mayor número de goles a favor teniendo en cuenta todos los encuentros del campeonato.

### Clasificación para competiciones internacionales
La UEFA otorga a la Liga española tres plazas de clasificación para la Liga de Campeones para la temporada 2025-26, distribuidas de la siguiente forma:
- El primero de la liga clasifica de forma directa a la fase de liga de la Liga de Campeones.
- El segundo y tercer clasificado, disputará la ronda 2 de clasificación de la Liga de Campeones.[n. 1]

En el caso en el que un equipo de la competición gane la Liga de Campeones, se le otorga una plaza para disputar la siguiente edición desde la fase de liga. En caso de que dicho equipo ya hubiese obtenido esa misma plaza a través de la Liga, no se le concede la plaza reservada de campeón. En cambio, si dicho equipo obtuvo una plaza que le obliga comenzar desde una ronda anterior, entonces sí recibe la plaza reservada al campeón. En cualquier caso, la plaza sobrante nunca pasa al siguiente clasificado de la liga, sino que va a otra federación nacional.

## Equipos participantes

### Ascensos y descensos
Esta temporada la componen dieciséis equipos, catorce procedentes de la temporada anterior y dos procedentes de la Primera Federación Femenina. Los dos últimos clasificados de la temporada anterior juegan la temporada 2025-26 de la Primera Federación Femenina.
| Pos.  | Ascendidos a Liga F |
| ----- | ------------------- |
| 1.º   | Alhama C. F.        |
| Prom. | Dux Logroño         |

| Pos. | Descendidos de Liga F |
| ---- | --------------------- |
| 15.º | Real Betis            |
| 16.º | Valencia C. F.        |

### Equipos por comunidad autónoma
| N.° | Comunidad autónoma   | Equipos                                                   |
| --- | -------------------- | --------------------------------------------------------- |
| 3   | Cataluña             | F. C. Barcelona, R. C. D. Espanyol y F. C. Badalona Women |
| 3   | Comunidad de Madrid  | Atlético de Madrid, Madrid C. F. F. y Real Madrid C. F.   |
| 3   | País Vasco           | Athletic Club, S. D. Eibar y Real Sociedad                |
| 2   | Andalucía            | Granada C. F. y Sevilla F. C.                             |
| 1   | Comunidad Valenciana | Levante U. D.                                             |
| 1   | Islas Canarias       | C. D. Tenerife                                            |
| 1   | Galicia              | Deportivo Abanca                                          |
| 1   | La Rioja             | Dux Logroño                                               |
| 1   | Región de Murcia     | Alhama C. F.                                              |

## Árbitras
1. Ainara Andrea Acevedo Dudley
2. Alicia Espinosa Ríos
3. Andrea Fírvida Fernández
4. Beatriz Cuesta Arribas
5. Elena Peláez Arnillas
6. Elisabeth Calvo Valentín
7. María Eugenia Gil Soriano
8. María Gloria Planes Terol
9. Melissa López Osorio – ascenso 2025/26
10. Marta Huerta de Aza
11. Olatz Rivera Olmedo
12. Paola Cebollada López
13. Raquel Suárez González – ascenso 2025/26
14. Ylenia Sánchez Miguel
15. Zulema González González

## Desarrollo

### Clasificación
| Pos. | Equipo               | Pts. | PJ | G | E | P | GF | GC | Dif. | Clasificación                     |
| ---- | -------------------- | ---- | -- | - | - | - | -- | -- | ---- | --------------------------------- |
| 1    | Alhama C. F.         | 0    | 0  | 0 | 0 | 0 | 0  | 0  | 0    | Fase de liga de Liga de Campeones |
| 2    | Athletic Club        | 0    | 0  | 0 | 0 | 0 | 0  | 0  | 0    | Segunda fase de Liga de Campeones |
| 3    | Atlético de Madrid   | 0    | 0  | 0 | 0 | 0 | 0  | 0  | 0    | Segunda fase de Liga de Campeones |
| 4    | F. C. Badalona Women | 0    | 0  | 0 | 0 | 0 | 0  | 0  | 0    |                                   |
| 5    | F. C. Barcelona      | 0    | 0  | 0 | 0 | 0 | 0  | 0  | 0    |                                   |
| 6    | Deportivo Abanca     | 0    | 0  | 0 | 0 | 0 | 0  | 0  | 0    |                                   |
| 7    | Dux Logroño          | 0    | 0  | 0 | 0 | 0 | 0  | 0  | 0    |                                   |
| 8    | S. D. Eibar          | 0    | 0  | 0 | 0 | 0 | 0  | 0  | 0    |                                   |
| 9    | R. C. D. Espanyol    | 0    | 0  | 0 | 0 | 0 | 0  | 0  | 0    |                                   |
| 10   | Granada C. F.        | 0    | 0  | 0 | 0 | 0 | 0  | 0  | 0    |                                   |
| 11   | Levante U. D.        | 0    | 0  | 0 | 0 | 0 | 0  | 0  | 0    |                                   |
| 12   | Madrid C. F. F.      | 0    | 0  | 0 | 0 | 0 | 0  | 0  | 0    |                                   |
| 13   | Real Madrid C. F.    | 0    | 0  | 0 | 0 | 0 | 0  | 0  | 0    |                                   |
| 14   | Real Sociedad        | 0    | 0  | 0 | 0 | 0 | 0  | 0  | 0    |                                   |
| 15   | Sevilla F. C.        | 0    | 0  | 0 | 0 | 0 | 0  | 0  | 0    | Descenso a Primera Federación     |
| 16   | C. D. Tenerife       | 0    | 0  | 0 | 0 | 0 | 0  | 0  | 0    | Descenso a Primera Federación     |

Los primeros partidos se disputarán el 31 de agosto de 2025.
 Fuente: Liga F
Criterios de clasificación: Puntos · Enfrentamientos directos · Diferencia de goles en enfrentamientos directos · Diferencia de goles · Goles a favor

### Evolución de la clasificación
| Equipo ╲ Jornada   | 1      | 2 | 3 | 4 | 5 | 6 | 7 | 8 | 9 | 10 | 11 | 12 | 13 | 14 | 15 | 16 | 17 | 18 | 19 | 20 | 21 | 22 | 23 | 24 | 25 | 26 | 27 | 28 | 29 | 30 |
| ------------------ | ------ | - | - | - | - | - | - | - | - | -- | -- | -- | -- | -- | -- | -- | -- | -- | -- | -- | -- | -- | -- | -- | -- | -- | -- | -- | -- | -- |
| Equipo ╲ Jornada   | Alhama |   |   |   |   |   |   |   |   |    |    |    |    |    |    |    |    |    |    |    |    |    |    |    |    |    |    |    |    |    |
| Athletic Club      |        |   |   |   |   |   |   |   |   |    |    |    |    |    |    |    |    |    |    |    |    |    |    |    |    |    |    |    |    |    |
| Atlético de Madrid |        |   |   |   |   |   |   |   |   |    |    |    |    |    |    |    |    |    |    |    |    |    |    |    |    |    |    |    |    |    |
| Badalona Women     |        |   |   |   |   |   |   |   |   |    |    |    |    |    |    |    |    |    |    |    |    |    |    |    |    |    |    |    |    |    |
| Barcelona          |        |   |   |   |   |   |   |   |   |    |    |    |    |    |    |    |    |    |    |    |    |    |    |    |    |    |    |    |    |    |
| Deportivo Abanca   |        |   |   |   |   |   |   |   |   |    |    |    |    |    |    |    |    |    |    |    |    |    |    |    |    |    |    |    |    |    |
| Dux Logroño        |        |   |   |   |   |   |   |   |   |    |    |    |    |    |    |    |    |    |    |    |    |    |    |    |    |    |    |    |    |    |
| Eibar              |        |   |   |   |   |   |   |   |   |    |    |    |    |    |    |    |    |    |    |    |    |    |    |    |    |    |    |    |    |    |
| Espanyol           |        |   |   |   |   |   |   |   |   |    |    |    |    |    |    |    |    |    |    |    |    |    |    |    |    |    |    |    |    |    |
| Madrid             |        |   |   |   |   |   |   |   |   |    |    |    |    |    |    |    |    |    |    |    |    |    |    |    |    |    |    |    |    |    |
| Levante            |        |   |   |   |   |   |   |   |   |    |    |    |    |    |    |    |    |    |    |    |    |    |    |    |    |    |    |    |    |    |
| Madrid             |        |   |   |   |   |   |   |   |   |    |    |    |    |    |    |    |    |    |    |    |    |    |    |    |    |    |    |    |    |    |
| Real Madrid        |        |   |   |   |   |   |   |   |   |    |    |    |    |    |    |    |    |    |    |    |    |    |    |    |    |    |    |    |    |    |
| Real Sociedad      |        |   |   |   |   |   |   |   |   |    |    |    |    |    |    |    |    |    |    |    |    |    |    |    |    |    |    |    |    |    |
| Sevilla            |        |   |   |   |   |   |   |   |   |    |    |    |    |    |    |    |    |    |    |    |    |    |    |    |    |    |    |    |    |    |
| Tenerife           |        |   |   |   |   |   |   |   |   |    |    |    |    |    |    |    |    |    |    |    |    |    |    |    |    |    |    |    |    |    |

## Datos y estadísticas

### Máximas goleadoras
Al finalizar la temporada, la máxima goleadora de la competición recibe el Trofeo Pichichi y la máxima goleadora española recibe el Trofeo Zarra.
| Pos. | Jugadora     | Equipo       | Goles | Part. | Prom. |
| ---- | ------------ | ------------ | ----- | ----- | ----- |
| 1    | Bandera de ? | Bandera de ? |       |       | 0     |
| 2    | Bandera de ? | Bandera de ? |       |       | 0     |
| 3    | Bandera de ? | Bandera de ? |       |       | 0     |

Fuente: Liga F.

### Máximas asistentes
La siguiente tabla muestra el ranking de máximas asistentes de la competición:
| Pos. | Jugadora     | Equipo       | Asist. | Part. | Prom. |
| ---- | ------------ | ------------ | ------ | ----- | ----- |
| 1    | Bandera de ? | Bandera de ? |        |       | 0     |
| 2    | Bandera de ? | Bandera de ? |        |       | 0     |
| 3    | Bandera de ? | Bandera de ? |        |       | 0     |

Fuente: Liga F.

### Tripletes o más
A continuación se detallan los tripletes conseguidos a lo largo de la temporada.
| N.º | Fecha | Jugadora     | Goles | Local |              | Resultado |              | Visitante | Rep. |
| --- | ----- | ------------ | ----- | ----- | ------------ | --------- | ------------ | --------- | ---- |
| 1   |       | Bandera de ? |       |       | Bandera de ? |           | Bandera de ? |           |      |
| 2   |       | Bandera de ? |       |       | Bandera de ? |           | Bandera de ? |           |      |

### Récords
| Primer gol de la temporada |
| Gol anotado más pronto     |
| Gol anotado más tarde      |

| Más goles en un partido     |
| Más público en un partido   |
| Menos público en un partido |
| Mayor victoria local        |

## Premios

### Premios mensuales
|            | Jugadora del mes |
| ---------- | ---------------- |
| Septiembre | Bandera de ?     |
| Octubre    | Bandera de ?     |
| Noviembre  | Bandera de ?     |
| Diciembre  | Bandera de ?     |
| Enero      | Bandera de ?     |
| Febrero    | Bandera de ?     |
| Marzo      | Bandera de ?     |
| Abril      | Bandera de ?     |
| Mayo       | Bandera de ?     |